# 2Cellos
A 2Cellos (2CΞLLOS-ként stilizálva) egy 2011-ben alakult, horvát/szlovén instrumentális (hangszeres) cselló rock/klasszikus rock-zenekar. Két tag alkotja: Stjepan Hauser horvát–német és Luka Šulić horvát–szlovén származású csellisták. Lemezeiket a Sony Masterworks kiadó jelenteti meg. Különlegességnek számítanak a dalaik, hiszen népszerű számokat játszanak el csellón.

## Története
2011-ben alakultak meg Zágrábban. A duó tagjai még iskoláskorukban találkoztak egymással. Šulić a zágrábi zeneakadémiára járt, Hauser pedig egy manchesteri zeneiskolába járt. Hírnevüket Michael Jackson híres számának, a Smooth Criminalnek a feldolgozásával érték el (akárcsak az alternatív rockot játszó Alien Ant Farm együttes). A dal 18 milliós nézőszámot ért el. Feldolgozták továbbá az AC/DC „Thunderstruck” című dalát is. Azóta nagy népszerűségnek örvendenek. Az amerikai Glee – Sztárok leszünk! és A Nagy Ő című sorozatokban is felléptek már. Az M1 televízió „Virtuózok” című műsorában is megjelentek. Pályafutásuk alatt sokat koncerteztek, 2017. december 16-án pedig legújabb albumuk (The Score) bemutató koncertjét a Papp László Budapest Sportaréna pódiumán tartották.

## Diszkográfia
- 2Cellos (2011)
- In2ition (2013)
- Celloverse (2015)
- The Score (2017)
- Let There Be Cello (2018)

## Egyéb kiadványok
- iTunes Festival: London, 2011 (középlemez)
- Live at Arena Zagreb (videóalbum)

## Galéria

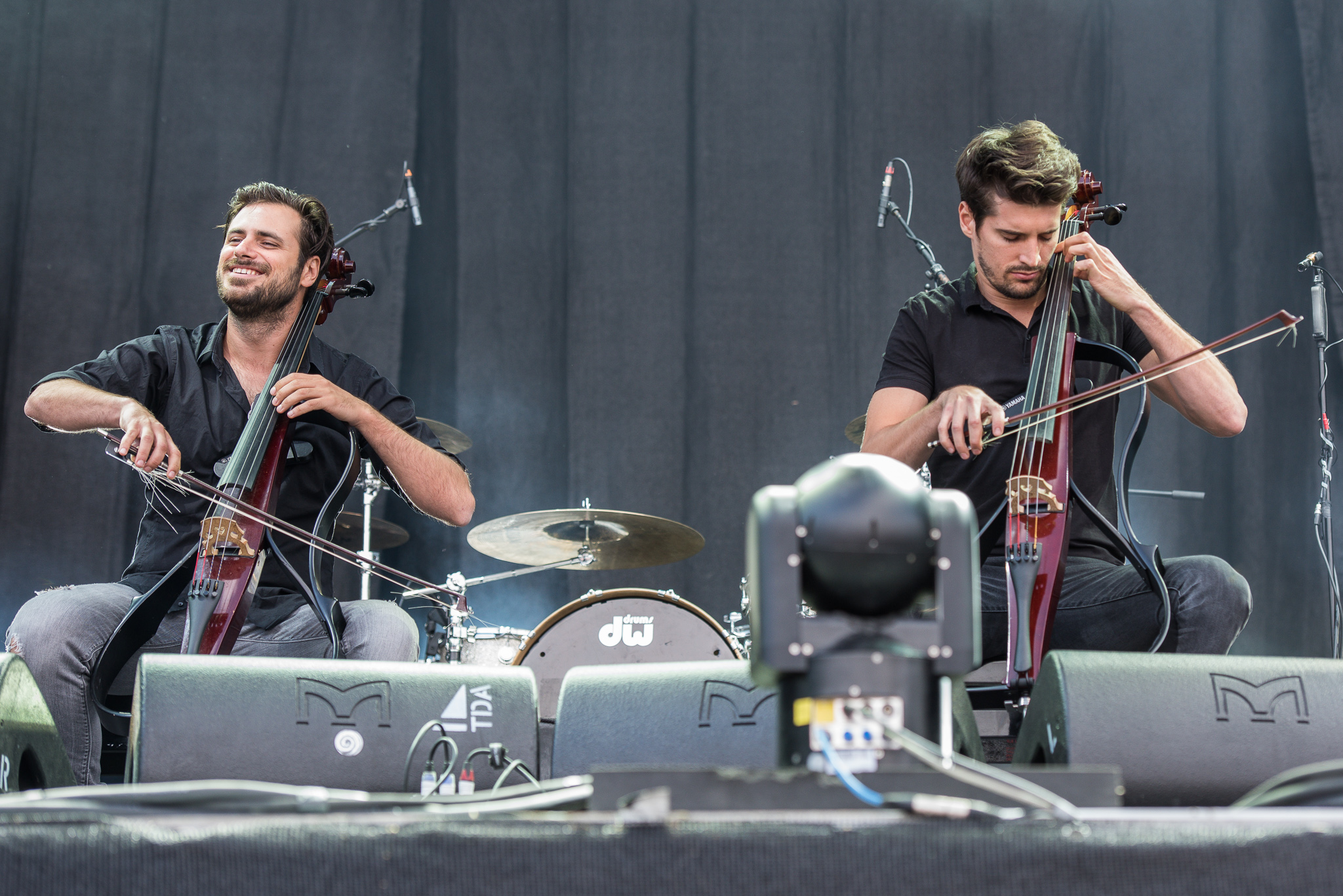
2017
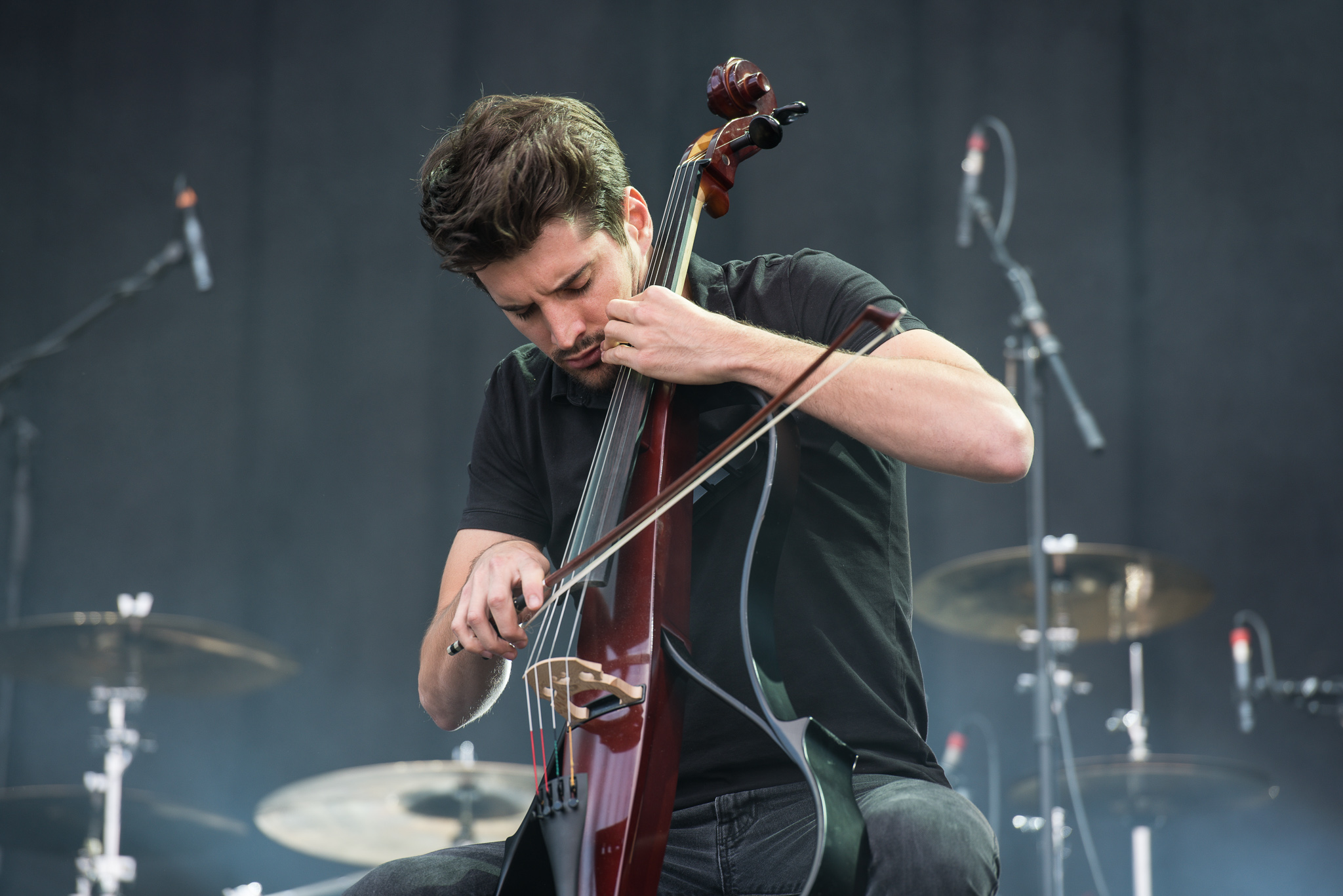
2017